# Magal (kibboutz)
Le Kibboutz Magal ((he) מַגָּל, lit. "Serpe") se situe dans le nord de la plaine de Sharon en Israël, dans la région de Nahal Iron ((he) נַחַל עִירוֹן, (ar) وادي عارة Wadi Ara) près de la Ligne Verte. Il est sous la juridiction de Conseil régional Menashe. En 2016, sa population est de 1 085 habitants.
Son nom provient de la serpe de l'insigne du Nahal.

## Histoire
Fondé en 1953, le kibboutz Magal est une colonie de Nahal sur une colline surplombant le relief de la Samarie, près de l'ancienne frontière avec la Jordanie, aujourd'hui Cisjordanie. Pendant la Guerre d'Indépendance, cette colline fut surnommée "le 86e Régiment" en raison de son altitude de 86 mètres.
Le kibboutz est fondé par le "bataillon des tzofim" (éclaireurs), mais depuis son départ, des membres du Nahal s'y installent régulièrement jusque dans les années 1980. En 2005, une zone résidentielle y est construite aux abords. La première phase du projet est terminée en avril 2009.

## Économie
Originellement, l'économie était basée sur les vergers de citronniers, d'avocatiers et d'autres cultures de plein champ. Aujourd'hui il produit des olives, des amandes et des grenades. Il produit et vend aussi de l'huile d'olive et des services de traiteur. Depuis les années 1970, le kibboutz est copropriétaire de la firme Netafim, une multinationale leader dans les systèmes d'irrigation avec les Kibboutzim Yiftah et Hatzerim.
Depuis la fin des années 1990, le kibboutz est en cours de privatisation. Ce processus est presque terminé, et considéré comme économiquement viable.

## Scoutisme
Le kibboutz Magal loge une troupe scoute des tzofim et compte aujourd'hui environ 200 jeunes et une classe d'adultes. Les couleurs tribales sont le marron et bleu.

## Galerie

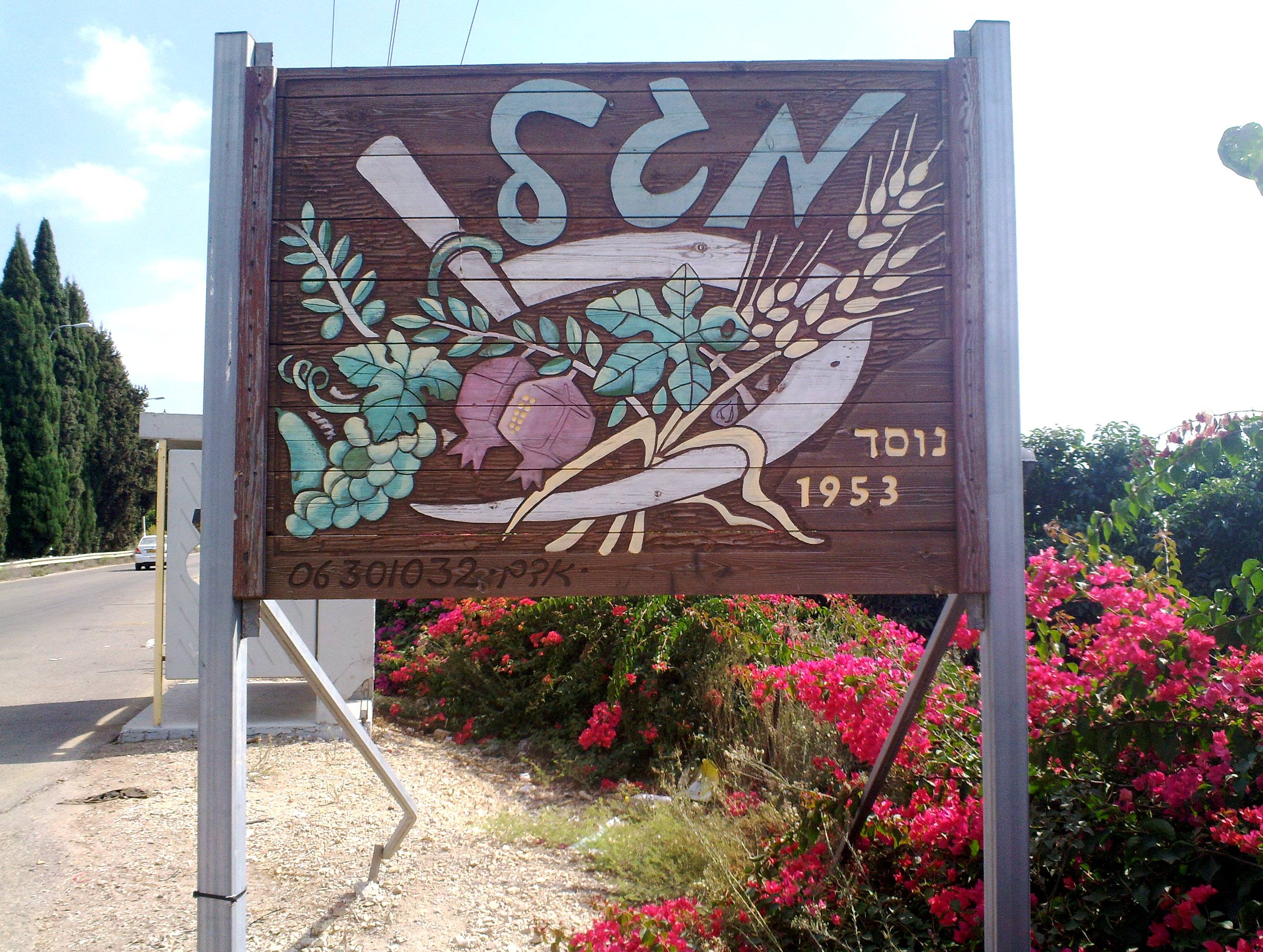
Panneau d'entrée
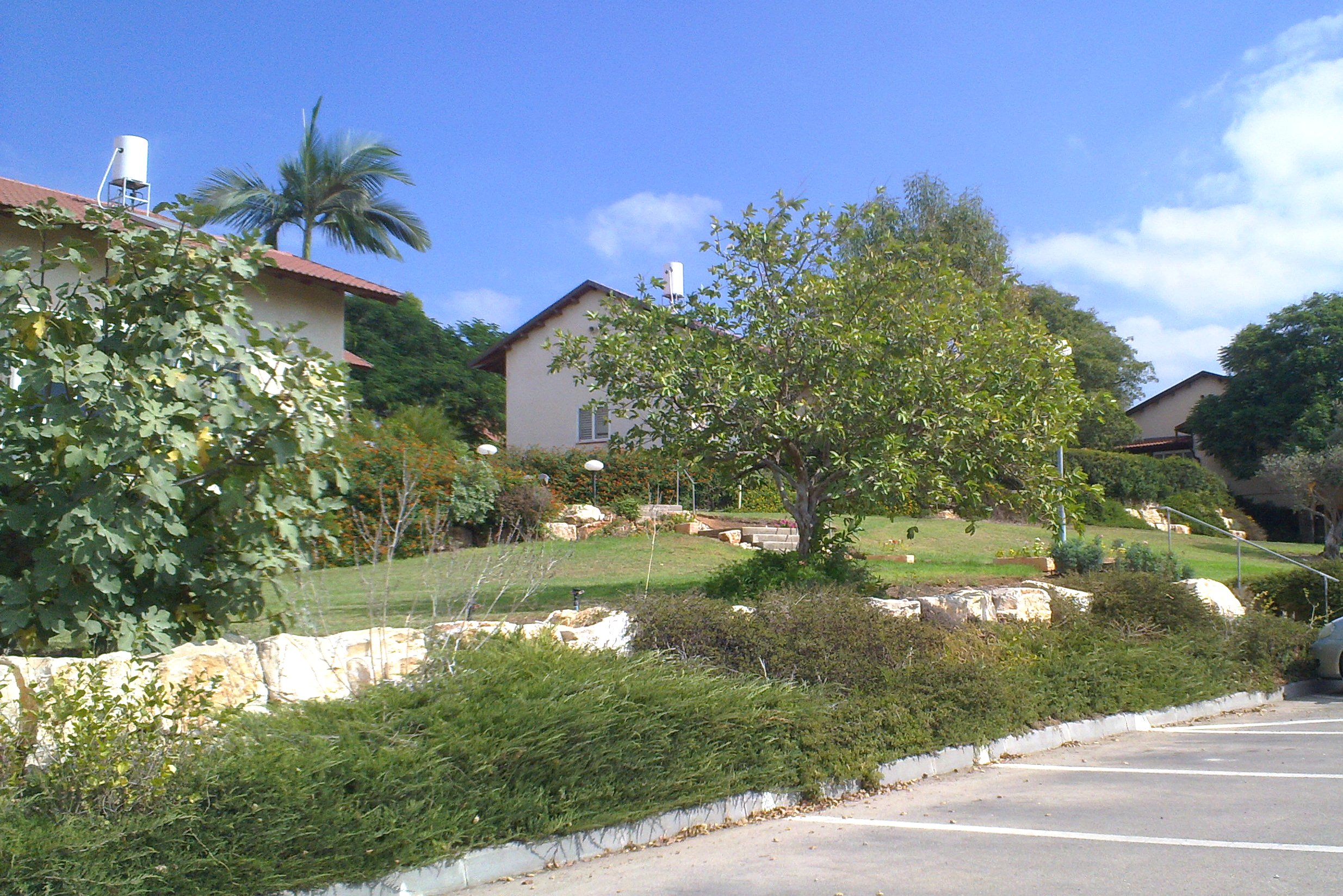
Maisons
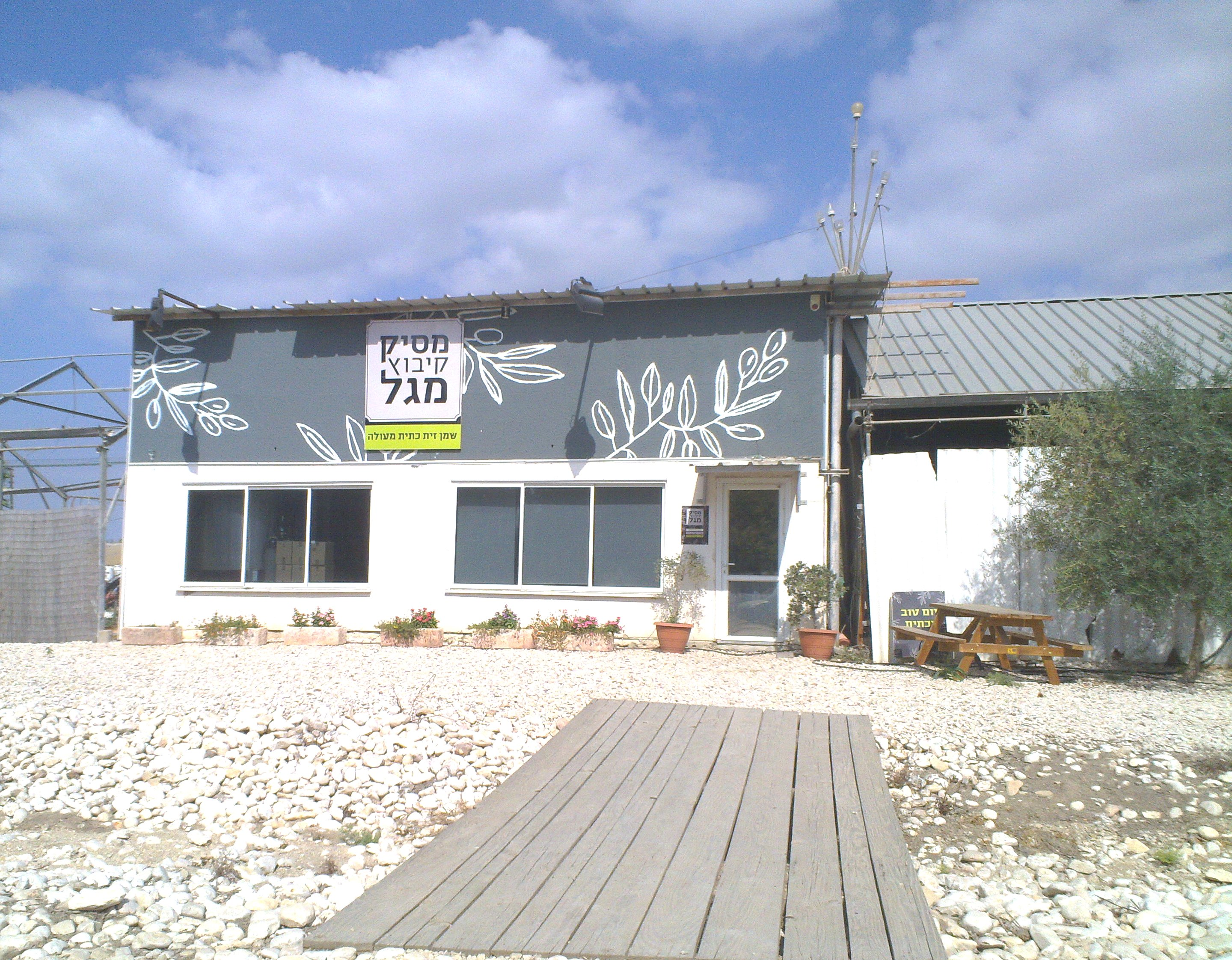
L'atelier pour les olives
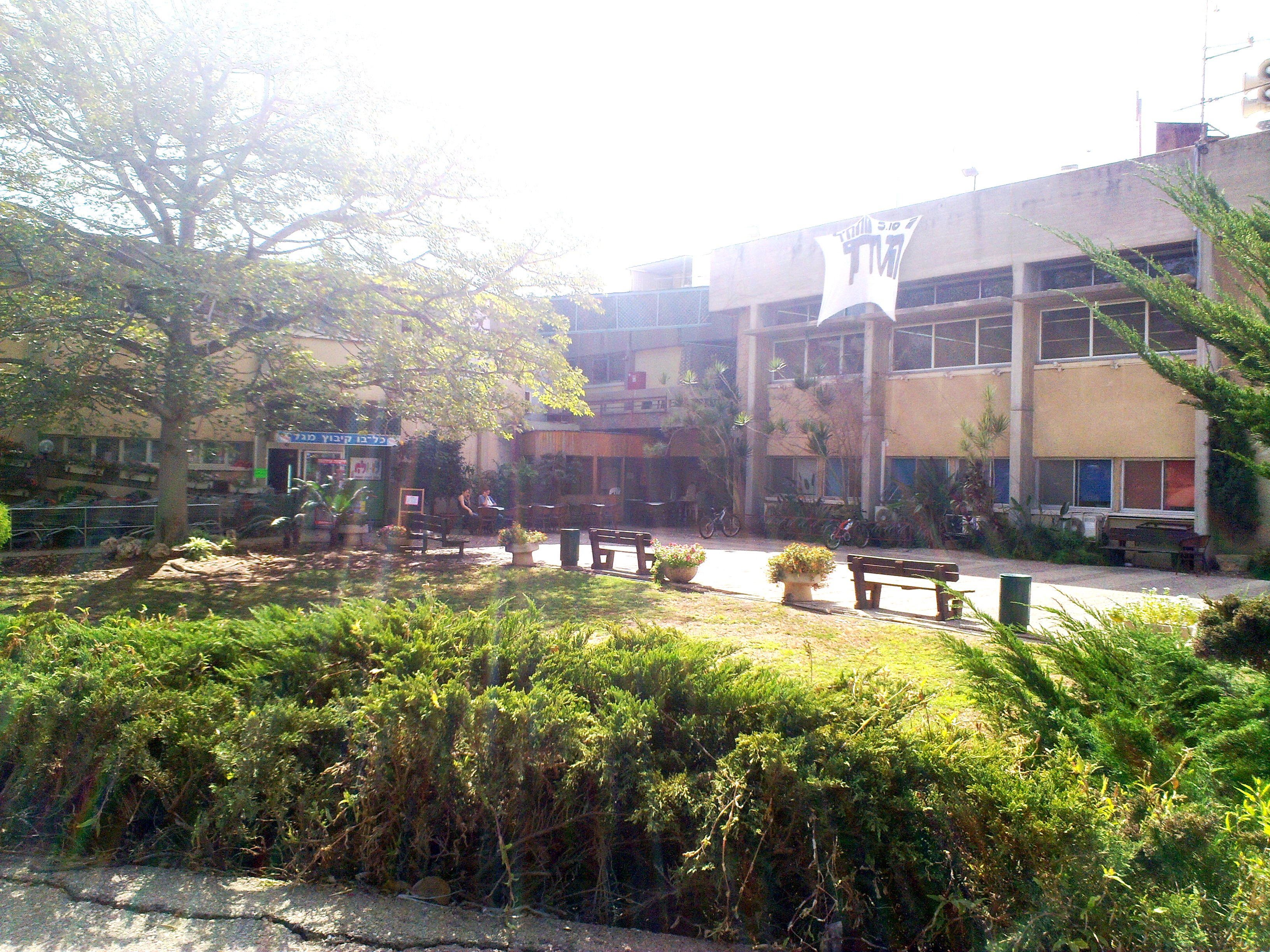
Le bâtiment public